# Geyria lepidula
Geyria lepidula är en insektsart som först beskrevs av Navás 1912.  Geyria lepidula ingår i släktet Geyria och familjen myrlejonsländor. Inga underarter finns listade i Catalogue of Life.